# Yarisley Silva
Yarisley Silva (ur. 1 czerwca 1987 w Pinar del Río) – kubańska lekkoatletka specjalizująca się w skoku o tyczce.

## Osiągnięcia
- brąz igrzysk panamerykańskich (Rio de Janeiro 2007)
- złoty medal mistrzostw Ameryki Środkowej i Karaibów (Hawana 2009)
- 5. miejsce podczas mistrzostw świata (Daegu 2011)
- złoto igrzysk panamerykańskich (Guadalajara (2011)
- 7. lokata na halowych mistrzostwach świata (Stambuł 2012)
- srebrny medal igrzysk olimpijskich (Londyn 2012)
- brązowy medal mistrzostw świata (Moskwa 2013)
- złoty medal halowych mistrzostw świata (Sopot 2014)
- złoty medal igrzysk Ameryki Środkowej i Karaibów (Xalapa 2014)
- złoto igrzysk panamerykańskich (Toronto 2015)
- złoty medal mistrzostw świata (Pekin 2015)
- 7. miejsce podczas igrzysk olimpijskich (Rio de Janeiro 2016)
- brązowy medal mistrzostw świata (Londyn 2017)
- 7. miejsce podczas halowych mistrzostw świata (Birmingham 2018)
- złoto igrzysk panamerykańskich (Lima 2019)
- 11. miejsce podczas mistrzostw świata (Doha 2019)
- 8. miejsce podczas igrzysk olimpijskich (Tokio 2021)
- wielokrotna mistrzyni i rekordzistka kraju

## Rekordy życiowe
- skok o tyczce (stadion) – 4,91 (2015) rekord Kuby, 7. wynik w historii światowej lekkoatletyki
- skok o tyczce (hala) – 4,82 (2013) rekord Kuby